# Боровка, Григорий Иосифович
Григорий Иосифович Боровка (25 февраля [9 марта] 1894, Санкт-Петербург — 29 июня 1942, Ухта, Коми АССР) — советский историк, археолог, искусствовед, сотрудник Государственного Эрмитажа и Академии истории материальной культуры, профессор Археологического института в Петрограде. Исследователь культур Евразии. Член-корреспондент Германского археологического института (1927).

## Биография
Родился Григорий Иосифович 25 февраля 1894 года в немецкой протестантской семье в Санкт-Петербурге. Отец Иосиф Александрович Боровка — директор Петербургской музыкальной школы. После Октябрьской революции в 1918 году родители, братья и сестры Григория Иосифовича эмигрировали в Германию, сам он один остался в России.
В ноябре 1917 года Григорий Иосифович окончил классическое отделение историко-филологического факультета Санкт-Петербургского университета, после чего был оставлен для подготовки к профессорскому званию. В 1918 году устраивается на работу в Государственный Эрмитаж ассистентом, а с 1921 года — хранителем скифской секции эллино-скифского отдела. Преподавал латинский язык в Реформатском училище. В 1919 году вошел в научный состав ГАИМКа, а в 1920 году вступает в должность профессора Археологического института в Петрограде. Служил в паспортном отделе Германского Красного Креста. Участвовал в реэвакуации коллекций Эрмитажа из Москвы. Занимался археологическими раскопками на всем пространстве евразийских степей, от Крыма и Кубани — до Тувы и Монголии. В 1926—1929 года неоднократно ездил в командировки в страны Западной Европы.
В 1927 году был избран членом-корреспондентом Германского археологического института. В 1928 году в Берлине Григорий Иосифович организовал первую выставку шедевров искусства из могильника, раскопанного им в Монголии. В 1929 году вел переговоры в Германии об организации совместной советско-германской экспедиции для изучения в Крыму памятников готской культуры.
Осенью 1929 года его не выпустили из СССР на Международный археологический съезд, проходившей в Испании. 21 сентября 1930 года был арестован и обвинен в принадлежности к контрреволюционной организации и шпионаже в пользу иностранного государства. На допросе ученый отмечал, что относится сочувственно к советской власти. 7 октября 1931 года осужден по статье 58-6 к заключению в Ухто-Печорский лагерь сроком на 10 лет. В 1940 году освобожден, но оставлен на жительство в Коми АССР, где работал вольнонаемным геологом при Ухтомском комбинате. 6 ноября 1941 года вновь арестован как «социально-опасный элемент» и расстрелян 29 июня 1942 года.
Сестра Лилли фон Штром в 1968 году приезжала в СССР, пытаясь выяснить судьбу брата.
Григорий Иосифович реабилитирован 13 сентября 1989 года.